# Protočno jezero
Protočno jezero tip je jezera s intenzivnom razmjenom vode, kod kojega je jedna od pritoka, najčešće iste vodnosti kao i rijeka koja iz njega istječe (rukavac). Jedno od najpoznatijih protočnih jezera na Balkanskome poluotoku je – Skadarsko jezero koje ima pritoku Moraču i rukavac Bojanu.